# 小行星2331
小行星2331（2331 Parvulesco）是一颗围绕太阳公转的小行星。1936年3月12日，歐仁·約瑟夫·德爾波特在于克勒发现了此天体。
該小行星以羅馬尼亞天文學家康斯坦丁·帕爾武列斯科（Constantin Parvulesco）命名。
这颗小行星的绝对星等为223.3470183808201等。